# 棒鱈 (落語)
『棒鱈』（ぼうだら）は、古典落語の演目。料理屋で客同士の喧嘩が起き、店の者がそれを止めようとする騒動を描く。
演題の「棒鱈」とは、食材の棒鱈と俗語で「酔っぱらい」を指す意味を掛けたもの。ただし、東大落語会編『落語事典 増補』は演題が「はなしの中心にふれているわけではない」と記している。
著名な演者として、3代目春風亭柳好や5代目柳家小さんがいる。

## あらすじ
熊五郎と寅吉が料亭で酒を飲んでいると、隣の座敷から騒がしい声が漏れてきた。隣室の客は訛りのきつい田舎侍で、芸者を大勢呼び、はしたなく騒いでいる。酒癖の悪い熊五郎は次第に不機嫌になり、やがて隣へ苦情を言いに行こうとするが、温厚な寅吉に「無粋な真似はよせ」と厳しくたしなめられて思いとどまる。
しかし熊五郎は、田舎侍の顔を見てみたくなり、便所に立ったついでに隣室を覗こうとする。襖を少しだけ開けて隙間から覗き込むつもりが、酔いのため体勢が崩れ、襖を押し倒して隣室の中に転がり込んでしまった。熊五郎は非礼を詫びるが、田舎侍に馬鹿にされてしまい逆上。ついに喧嘩をはじめてしまう。
熊五郎と田舎侍の喧嘩を止めようと店の者が大勢駆けつける。その中には料理人もおり、「鱈もどき」という料理の仕上げに胡椒を振っていたところだったので、胡椒の瓶を手にしたまま部屋に来てしまった。料理人は喧嘩に割って入ったはずみに胡椒をまき散らしてしまう。
くしゃみや咳で喧嘩どころではなくなり、喧嘩は立ち消えとなった。まき散らしたのが胡椒だけに、まさに「喧嘩に故障が入る」（＝邪魔が入る）形となった。

## バリエーション
柳家さん遊は「いま板前が入ったから、上手くさばいてくれるだろう」という落ち（サゲ）にしている。

## 改作
三遊亭白鳥による『千葉棒鱈』という改作落語があり、こちらは女子大時代の先輩と後輩がホストクラブへ行きその店の上客の婦人を交えてひと騒動起きる話になっている。題名の千葉は物語の中の先輩と婦人が千葉出身と言う設定による。白鳥の他三遊亭律歌も演じている。